# Liczby pierwsze Fibonacciego
Liczba pierwsza Fibonacciego – w teorii liczb dowolna liczba pierwsza należąca do ciągu Fibonacciego (ciąg  A005478 w OEIS). Pytanie „czy liczb pierwszych Fibonacciego jest nieskończenie wiele?” pozostaje otwarte w 2013 roku.
Liczby będące liczbami pierwszymi należącymi do ciągu Fibonacciego to kolejno: 2, 3, 5, 13, 89, 233, 1597, 28657, 514229, 433494437, 2971215073, 99194853094755497, 1066340417491710595814572169, 19134702400093278081449423917, 475420437734698220747368027166749382927701417016557193662268716376935476241...
Oprócz czwartej w kolejności wszystkie liczby pierwsze Fibonacciego mają w ciągu liczb Fibonacciego indeks wyrażający się liczbą pierwszą, choć nie każda liczba pierwsza jest indeksem liczby pierwszej w ciągu Fibonacciego (ciąg  A001605 w OEIS).